# 안제이 고워타
안제이 얀 고워타(폴란드어: Andrzej Jan Gołota, 폴란드어 발음: [ˈandʐɛj ɡɔˈwɔta], 1968년 1월 5일~)는 폴란드의 전 권투 선수이다. 1988년 하계 올림픽 남자 헤비급 동메달을 획득했으며 유럽 선수권 대회에서 동메달 1개를 획득했다.
1992년에 프로 선수로 전향했으며 1997년에 폴란드 권투 선수로는 최초로 헤비급 세계 챔피언 타이틀에 도전했다. 그는 프로 선수로서 통산 41승을 거뒀다.